# Maurício Borges Silva
Maurício Borges Almeida Silva (Maceió, 4 de febrero de 1989) es un jugador profesional de voleibol brasileño, juego de posición receptor/atacante. 

## Palmarés

### Clubes
Campeonato Brasileño:
- 2007, 2012, 2021
- 2006, 2008, 2009, 2013, 2015
- 2018

Campeonato Sudamericano de Clubes:
- 2012
- 2014

Campeonato Mundial de Clubes:
- 2012

Campeonato de Turquía:
- 2017
- 2016

Supercopa de Brasil:
- 2020

### Selección nacional
Campeonato Sudamericano Sub-19:
- 2006

Campeonato Sudamericano Sub-21:
- 2008

Campeonato Mundial Sub-21:
- 2009

Liga Mundial:
- 2010
- 2013, 2014, 2016, 2017

Juegos Panamericanos:
- 2011
- 2015

Copa Panamericana:
- 2013

Campeonato Sudamericano:
- 2013, 2017[1]

Grand Champions Cup:
- 2013, 2017

Campeonato Mundial:
- 2014

Juegos Olímpicos:
- 2016

Copa Mundial:
- 2019

Liga de Naciones:
- 2021[2]

## Premios individuales
- 2009: MVP Campeonato Mundial Sub-21
- 2017: MVP Campeonato Sudamericano